# MTT試験

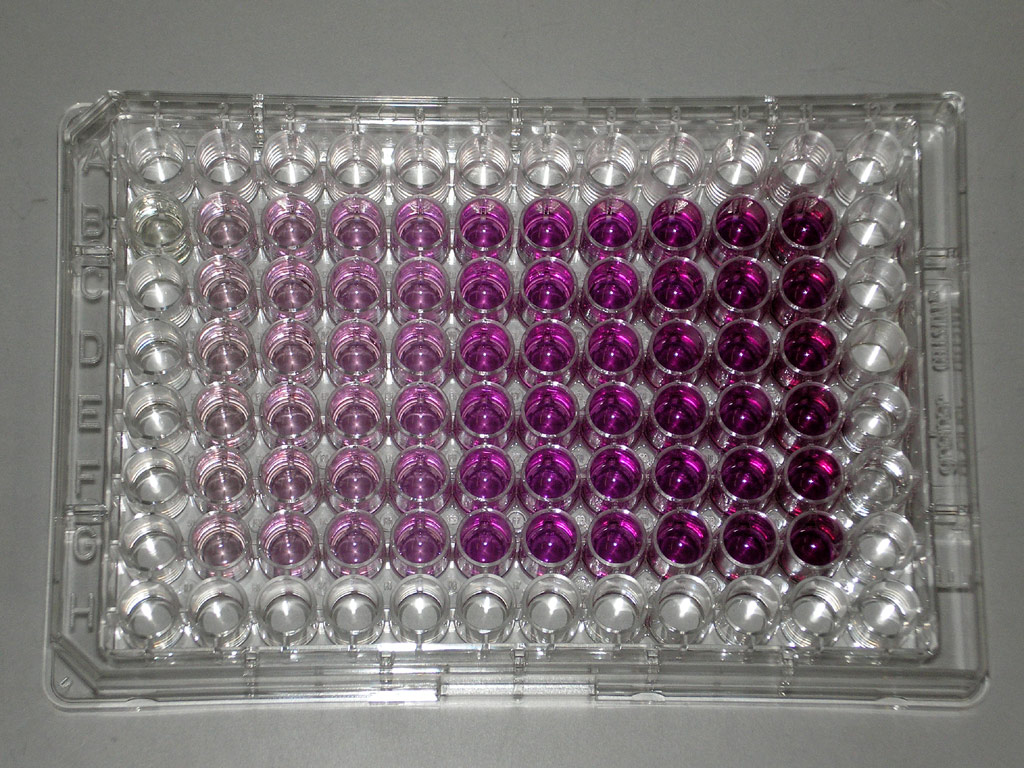
MTT試験後のマイクロプレート。細胞数が増えるにつれて、紫色が濃くなる。

MTT試験（エムティーティーしけん、MTTアッセイ、英: MTT assay）およびMTS試験は、MTTや類似の色素（XTT, MTS, WST）をホルマザン色素（紫色）へ還元する酵素活性を測定する比色定量法である。この方法により培養細胞の生存率や増殖率を試験することが可能である。様々な試薬（医薬品候補など）や毒物の細胞毒性を評価することにも用いられる。

## MTTおよびその他のテトラゾリウム塩
MTT（3-(4,5-di-methylthiazol-2-yl)-2,5-diphenyltetrazolium bromide, yellow tetrazole）は生細胞において紫色のホルマザンへ還元される。大抵、ジメチルスルホキシドや、酸性エタノール溶液、ドデシル硫酸ナトリウム (SDS) の希塩酸溶液を、不溶性のホルマザン色素を可溶化させるために添加する。得られた着色溶液の任意の波長（通常500 - 600 nmの間）の吸光度を分光光度計で測定することで定量化を行う。吸収極大波長は使用する溶媒に依存している。
XTT (2,3-bis-(2-methoxy-4-nitro-5-sulfophenyl)-2H-tetrazolium-5-carboxanilide) は、MTTの代替試薬で、MTTより高い検出感度とダイナミックレンジを示す。得られるホルマザン色素は水溶性であるため、可溶化段階が必要ない。
テトラゾリウム塩のフェニル基に正電荷や負電荷、ヒドロキシル基、スルホ基を導入することにより水溶性を向上させている。
MTS (3-(4,5-dimethylthiazol-2-yl)-5-(3-carboxymethoxyphenyl)-2-(4-sulfophenyl)-2H-tetrazolium) は、電子キャリアーであるフェナジンメトサルフェート (PMS) 共存下還元され、リン酸緩衝生理食塩水 (PBC) 中、490-500 nmに吸収極大を示すホルマザン色素となる 。
WST (Water soluble Tetrazolium salts) は、MTT試験に用いられるその他の水溶性色素であり、様々な吸光スペクトルを示すホルマザン色素となる。WST-1と特にWST-8 (2-(2-methoxy-4-nitrophenyl)-3-(4-nitrophenyl)-5-(2,4-disulfophenyl)-2H-tetrazolium) は、電子キャリアーであるPMSが細胞内で還元された後、細胞外へ移動し培地中のWSTを還元する。WSTアッセイは (1) MTTに必要な可溶化ステップがないため直接測定できる、(2) MTTよりも高感度である、(3) 細胞毒性が低い（MTTは細胞透過性であり、水に不溶なホルマザン色素が細胞内で凝集する）、などの点においてMTTアッセイよりも優れている。
テトラゾリウム塩の還元反応は、還元酵素が失活していない時に起こる。そのため、この還元反応は生細胞を測定するためによく用いられる。しかしながら、注意を要するのは、MTT試験による結果は、CASY電気的パルス計数セルカウンターなど他の細胞計測法と全く異なるものとなる場合がある。これは、アッセイ条件において細胞の代謝系が影響を受ける場合があるためである。生細胞の数が一定である場合でもMTT試験やMTS試験で異なる結果が得られる。